# Związek, nie związek
Związek, nie związek (ang. On-again, off-again relationship) – więź dwóch osób chcących utrzymywać osobiste relacje lub formalne stosunki, utrudniona przez konflikty. Polega ona na ciągłym kończeniu związku i powracaniu do siebie, aby spróbować po raz kolejny go odbudować. Motyw często stosowany w długodystansowych serialach, powyżej jednej serii, na przykład „Remington Steele” i znajomość między Laurą Holt (Stephanie Zimbalist) a Remingtonem Steele (Pierce Brosnan). 

## Powody
Przyczyny tego typu relacji mogą być złożone. Dzielą się one na wewnętrzne problemy w związku i zewnętrzne, na które często nie mamy wpływu.

- para nie może mieszkać ze sobą, bo żyje w dwóch różnych miejscach
- odpowiadają sobie fizycznie, ale bardzo mało ich łączy
- dezaprobata osób postronnych lub bliskich
- obecne związki: formalne – małżeństwo lub narzeczeństwo lub nieformalne jak konkubinat
- kulturowe, bądź religijne różnice
- dążenie do kariery jednej ze stron
- upodobania seksualne
- stosunek do związku.

## Przykłady w filmografii serialowej
- Fran Fine (Fran Drescher) z Maxwellem Sheffield (Charles Shaughnessy) w „Pomocy domowej”
- Carrie Bradshaw (Sarah Jessica Parker) z Johnem "Big" (Chris Noth) w serialu „Seks w wielkim mieście”,
- Susan Mayer (Teri Hatcher) z Mikiem Delfino (James Denton) w produkcji „Gotowe na wszystko”,
- Ross Geller (David Schwimmer) z Rachel Green (Jennifer Aniston) w „Przyjaciołach”,
- Chandler Bing (Matthew Perry) z Janice Hohenstein (Maggie Wheeler) w „Przyjaciołach”,
- Penny (Kaley Cuoco) i Leonard Hofstadter (Johnny Galecki) z „Teorii wielkiego podrywu”
- Johnem „JD” Dorian (Zach Braff) z Elliot Reid (Sarah Chalke) w serialu „Hoży Doktorzy”,
- Hank Moody (David Duchovny) z Karen van der Beek (Natascha McElhone) w serialu „Californication”,
- Lorelai Gilmore (Lauren Graham) z Lukiem Danes (Scott Patterson) w widowisku „Kochane kłopoty”.